# Сан-Жозе-дус-Рамус
Сан-Жозе-дус-Рамус (порт. São José dos Ramos) — муниципалитет в Бразилии, входит в штат Параиба. Составная часть мезорегиона Зона-да-Мата-Параибана. Входит в экономико-статистический микрорегион Сапе. Население составляет 5006 человек на 2006 год. Занимает площадь 98,229 км². Плотность населения — 51,0 чел./км².

## Статистика
- Валовой внутренний продукт на 2003 год составляет 10 084 992,00 реалов (данные: Бразильский институт географии и статистики).
- Валовой внутренний продукт на душу населения на 2003 год составляет 2034,09 реалов (данные: Бразильский институт географии и статистики).
- Индекс развития человеческого потенциала на 2000 год составляет 0,525 (данные: Программа развития ООН).